# بافل دريفيانكو
بافل دريفيانكو (بالروسية: Павел Юрьевич Деревянко)‏ هو ممثل روسي، ولد في 2 يوليو 1976 في روسيا. بدأ مشواره المهني سنة 2001.

## أعمال

### أفلام
- (2010) قلعة بريست

## وصلات خارجية
- بافل دريفيانكو على موقع IMDb (الإنجليزية)
- بافل دريفيانكو على موقع قاعدة بيانات الفيلم (الإنجليزية)
- بافل دريفيانكو على موقع كينوبويسك (الروسية)